# کنث ارو
کنث ارو (به انگلیسی: Kenneth Arrow) (زاده ۲۳ اوت ۱۹۲۱ – درگذشته ۲۱ فوریهٔ ۲۰۱۷) اقتصاددان، ریاضیدان، نویسنده و نظریه پرداز سیاسی آمریکایی بود که در سال ۱۹۷۲ به همراه جان هیکس موفق به دریافت جایزه نوبل در اقتصاد شد.
تا به امروز، او جوانترین فرد برای دریافت این جایزه است. کنث ارو در ۲۱ فوریه ۲۰۱۷ در سن ۹۵ سالگی درگذشت.
او یک چهره برجسته در تئوری اقتصادی نئوکلاسیک پس از جنگ جهانی دوم بوده است.